# Tegal
Tegal é uma cidade da ilha de Java, na Indonésia. Localiza-se no centro da ilha, nas margens do mar de Java. Tem cerca de 822 mil habitantes.